# ESO 146-5
ESO 146-5 (ESO 146-IG 005) est un groupe de galaxies elliptiques géantes en interaction situées au centre de l'amas de galaxies Abell 3827, à environ 1,4 milliard d'années-lumière dans la constellation de l'Indien. Ce groupe est connu pour ses effets de lentille gravitationnelle.
Des observations prises par l'observatoire Gemini Sud montrent que le groupe a créé des effets de lentille gravitationnelle sur au moins deux galaxies en arrière-plan. L'une est distante de 2,7 milliards d'années-lumière (al), alors que l'autre serait à 5,1 milliards d'al. Selon la théorie de la relativité générale, le groupe aurait une masse d'environ 30 × 1012 masses solaires, ce qui en fait « la » galaxie la plus massive jamais observée,.